# Ель-Мушаннаф (нохія)

Нохія Ель-Мусаннаф на мапі мінтака Ес-Сувейда

Нохія Ель-Мушаннаф (араб. ناحية المشنف‎‎) — нохія у Сирії, що входить до складу мінтаки Ес-Сувейда мухафази Ес-Сувейда. Адміністративний центр — місто Ель-Мушаннаф.
До нохії належать такі поселення:
- Ель-Мушаннаф → (Al-Mushannaf);
- Бусан → (Busan);
- Ель-Гейда → (al-Ghaydah);
- Ель-Кассіб → (al-Kassib);
- Ель-Аджайлат → (al-Ajaylat);
- Рамі → (Rami);
- Ель-Рушайда → (al-Rushaydah);
- Саана → (Sa'nah);
- Салах → (Salah);
- Аш-Шабакі → (al-Shabaki);
- Аш-Шурайхі → (al-Shurayhi);
- Тарба → (Tarba);
- Ат-Тайїба → (al-Tayyibah);
- Умм-Рівак → (Umm Riwaq).